# Смирнова, Валентина Андреевна
Валентина Андреевна Смирнова (25 октября 2002, Полтавская, Красноармейский район, Краснодарский край) — российская футболистка, защитница клуба «Краснодар» и сборной России.

## Биография
Воспитанница ДЮСШ «Олимпиец» (Красноармейский р-н), первый тренер — Барилов Юрий Викторович. Позднее перешла в юниорскую команду клуба «Кубаночка». На детско-юношеском уровне становилась призёром ряда соревнований в составе сборной Краснодарского края, в том числе бронзовым призёром первенства России среди 15-летних 2016 года, победительницей первенства России среди 19-летних 2019 года, серебряным призёром IX летней юношеской Спартакиады учащихся России (2019).
В составе «Кубаночки-М» с 2017 года участвовала в матчах первого дивизиона России. В главной команде «Кубаночки» дебютировала в 16-летнем возрасте, 26 мая 2019 года в матче высшего дивизиона против «Чертаново», заменив на 90-й минуте Снежану Ястребинскую. Этот матч остался единственным для Смирновой в первом сезоне, а «Кубаночка» стала бронзовым призёром чемпионата России 2019 года.
С 2020 года спортсменка выступает за новый клуб «Краснодар», созданный на базе «Кубаночки». Однако первые матчи за основной состав клуба в высшей лиге провела только весной 2021 года.
Выступала за юниорскую сборную России. 27 июня 2022 года провела первый неофициальный матч за главную женскую сборную России против ЦСКА, первый официальный матч провела 7 октября 2022 года против сборной Белоруссии.